# Budynek Marago w Poznaniu
Budynek Marago – modernistyczny budynek mieszkalno-handlowy, zlokalizowany w Poznaniu przy ul. Zwierzynieckiej 14/16, na Jeżycach. Wcześniej stał tutaj gmach Deutsche Sparkasse.

## Architektura
Obiekt jest jednym z pierwszych w Poznaniu, a jednocześnie od razu bardzo udanym, przykładem dojrzałego modernizmu, powstałym bezpośrednio po zrzuceniu dyktatu socrealizmu w architekturze i z zamiarem odcięcia się od tej estetyki. Powstał z inicjatywy zakładów spożywczych Amino, które w końcu lat 50. XX wieku postanowiły rozwinąć bazę mieszkań pracowniczych. Budynek zaprojektował Jerzy Liśniewicz i Henryk Grochulski w 1958, a budowę zakończono w 1960. W zgodnej opinii architektów obiekt charakteryzuje się niezwykle zgrabnymi proporcjami i doskonale zamyka perspektywę prostopadłej ulicy Zeylanda.
W parterowej części przewidziano lokale użytkowe, w tym popularną w czasach PRL kawiarnię Marago, od której cały obiekt zaczerpnął nazwę. Obecnie mieści się w tej części bank komercyjny. Górną część budynku zamyka cofnięte ostatnie piętro.

## Kontekst
W bliskim sąsiedztwie budynku Marago stoi inny ważny obiekt poznańskiego modernizmu - Wieżowiec Zjednoczenia Przemysłu Ceramiki Budowlanej. W pobliżu znajduje się też jeżycki zespół rezydencjonalny i Dom Tramwajarza.
Pierwszą kawiarnię Marago otwarto w Poznaniu 26 lipca 1945 przy ul. Marszałka Focha 4 (budynek PKO, obecna ul. Głogowska).

## Nagrody
- Mister Poznania - 1960